# Selezioni giovanili della nazionale femminile di pallavolo della Jugoslavia
Le selezioni giovanili della nazionale femminile di pallavolo della Jugoslavia, attive fino al 1991, sono state gestite dalla federazione pallavolistica della Jugoslavia e hanno partecipato ai tornei pallavolistici internazionali per squadre nazionali femminili limitatamente a specifiche classi d'età.

## Under-19
La selezione nazionale Under-19 rappresentava la Jugoslavia nelle competizioni internazionali dove il limite di età è di 19 anni.
| Campionato europeo | Campionato europeo |
| Edizione           | Piazzamento        |
| ------------------ | ------------------ |
| 1966               | 8º posto           |
| 1969               | 10º posto          |
| 1971               | non qualificata    |
| 1973               | 11º posto          |
| 1975               | 7º posto           |
| 1977               | 7º posto           |
| 1979               | non qualificata    |
| 1982               | 10º posto          |
| 1984               | 9º posto           |
| 1986               | 11º posto          |
| 1988               | non qualificata    |
| 1990               | non qualificata    |

## Under-18
La selezione nazionale Under-18 rappresentava la Jugoslavia nelle competizioni internazionali dove il limite di età è di 18 anni.
Non ha mai preso parte ad alcun torneo ufficiale.